# Lalande de Pomerol
Lalande de Pomerol es una denominación de origen de la región vinícola de Burdeos. Está regulada por el decreto de 15 de diciembre de 1994. El área de producción de los vinos con derecho a esta denominación de origen se limita al interior del territorio de las comunas de Lalande-de-Pomerol y Néac. Se encuentra a unos cincuenta kilómetros al este de Burdeos. Deben obligatoriamente provenir de las variedades de uva siguientes: cabernets, bouchet, malbec o pressac y merlot.
Para elaborar estos tintos, el mosto debe contener, antes de todo enriquecimiento, 178 gramos de azúcar natural por litro y presentar, después de la fermentación, una graduación alcohólica de 10º5. 
El rendimiento base está fijado en 42 hectolitros por hectárea de viñedo. La producción media anual es de 61.400 hectolitros, mientras que la superficie declasrada es de 1.130 hectáreas.
El reconocimiento del Lalande de Pomerol como appellation d'origine contrôlée (AOC) data de 1936. A partir de 1973, es una denominación de origen protegida (PDO) ante la Unión Europea.